# Lackenbach (Ybbs)
Der Lackenbach ist ein Fluss im niederösterreichischen Ötschergebiet.
Er entspringt an der Nordwestseite des Ötschers, fließt über Lackenhof in Richtung Westen und bei Maierhöfen in die Ybbs.